# Legendary Wings
Legendary Wings (アレスの翼, Aresu no Tsubasa, The Wings of Ares) est un jeu vidéo de type shoot 'em up à scrolling vertical développé et édité par Capcom, sorti en novembre 1986 sur système d'arcade Section Z. Il a ensuite été porté sur NES en 1988, puis inclus en 2006 sur la compilation Capcom Classics Collection Vol. 2 pour PlayStation 2 et Xbox et sur Capcom Classics Collection: Remixed pour PlayStation Portable,.

## Description
Legendary Wings est un jeu d'action en vue de dessus. Dans un univers mêlant mythologie grecque et armes futuristes, vous volez à travers 5 niveaux et tentez de faire mordre la poussière à tout un tas d'ennemis aux intentions plus que belliqueuses. Des bonus sont présents sur la piste et rendent votre avion plus rapide, plus résistant ou plus meurtrier

## Portages
- NES (1988)
- Capcom Classics Collection Vol. 2 (2006) : PlayStation 2, Xbox
- Capcom Classics Collection: Remixed (2006) : PlayStation Portable